# Upádána
Az upádána kifejezést egyaránt használják a hinduizmusban és a buddhizmusban.
- A hinduizmusban az upádána Brahman anyagi megtestesülése.
- A buddhizmusban az upádána a szenvedés létrejöttének egyik fontos láncszeme.

## Buddhizmus
Az upádána a "ragaszkodás" és "telhetetlenség" szanszkrit és páli kifejezése, amelynek szó szerinti jelentése "üzemanyag". Az upádánát és a tanhát (létszomj, sóvárgás) a szenvedés két legfőbb okának tartják és ezek megszüntetése vezet a nirvánához.

### A ragaszkodás fajtái
A Szutta-pitakában például, Gautama Buddha négyfajta ragaszkodást említ:
- ragaszkodás az érzéki örömökhöz (kámupádána)
- ragaszkodás helytelen nézetekhez (ditthupádána)
- ragaszkodás szertartásokhoz (szilabbatupádána)
- ragaszkodás az én-képzethez (attavadupádána).

Buddha azt állította, hogy más szekták is akár megfelelő elemzéssel szolgálnak az első három ragaszkodással kapcsolatban, egyedül ő magyarázta el az "én-képzethez" való ragaszkodást és az abból fakadó szenvedést.
Az Abhidharma és a szövegmagyarázatai a következő definíciókat adják:
1. ragaszkodás az érzéki örömökhöz: világi dolgok utáni ismételt sóvárgás.
2. ragaszkodás helytelen nézetekhez: mint például az eternalizmus (például, "a világ és az én örök") vagy a nihilizmus.[6]
3. ragaszkodás szertartásokhoz: az abban való hit, hogy a szertartások és rituálék önmagukban elegendőek a megvilágosodáshoz.[7]
4. ragaszkodás az én-képzethez: az én-képzetet és az én-nélküliséget (például a MN 44,[8] illetve a szkandhákat és az anattát további szócikkek taglalják.

Buddhagósza szerint a négy ragaszkodási típus fenti felsorolása "finomság" szerinti csökkenő sorban állnak.

### A ragaszkodás okozatainak egymástól való függése
Buddhagósza magyarázata szerint ezek a ragaszkodások okozati kapcsolatban állnak egymással a következőképpen:
1. ragaszkodás az én-képzethez: először azt feltételezi valaki, hogy állandó "énje" van.
2. ragaszkodás helytelen nézetekhez: ezután azt feltételezi, hogy örökké létezik, vagy ezután az élet után teljesen megsemmisül.
3. az ezekből következő viselkedési megnyilvánulások:

- ragaszkodás szertartásokhoz: ha valaki azt feltételezi, hogy örökké létezik, szertartásokon keresztül igyekszik megtisztítani önmagát.
- ragaszkodás az érzéki örömökhöz: ha valaki azt feltételezi, hogy ezután az élet után teljesen megsemmisül, akkor nem törődik a következő élettel és az érzéki örömökhöz ragaszkodik.

A ragaszkodási típusok ragsorolását a jobb oldali táblázat mutatja be.

### A ragaszkodás megnyilvánulásai
A tudatosan ismerhető mentális élmények szintjén az Abhidharma az érzéki örömökhöz való ragaszkodást a "kapzsiság" (lobha) mentális tényezőjével valamint a további háromféle ragaszkodást a "helytelen nézet" (ditthi) mentális tényezőjével azonosítja. Ezáltal a tapasztalás szintjén a ragaszkodást az Abhidharmában ezeknek a mentális tényezőknek a négyrétű magyarázataként említik, ahogy azt a következő táblázat is mutatja:
|                          | jelleg                | szerep                 | megnyilvánulás | közvetlen ok             |
| ------------------------ | --------------------- | ---------------------- | -------------- | ------------------------ |
| kapzsiság (lobha)        | egy tárgy megragadása | ragad, mint a pecsenye | kitartás       | élvezni a kötöttséget    |
| helytelen nézet (ditthi) | nem bölcs értelmezés  | feltételez             | téves hit      | a dharma meg nem hallása |

Buddhagósza a ragaszkodás sóvárgástól való megkülönböztetéséhez a következő metaforát használja:
"A sóvárgás egy olyan tárgy utáni vágyódás, amelyet valaki még nem szerzett meg, ahogy a tolvaj kinyújtja a karját a sötétben; a ragaszkodás egy olyan tárgy fogvatartása, amelyet valaki már megszerzett, mint a tolvaj ellopott tárgya... [E]zek a szenvedés gyökerei a keresésnek és az őrzésnek köszönhetően."
Így például amikor Buddha a ragaszkodás "aggregátumáról beszél, akkor a fizikai, mentális és tudatos megragadásra és őrzésre utal, amelyekről tévesen azt képzeljük, hogy egyenlőek velünk vagy, hogy birtokoljuk azokat.

### A szenvedés oksági láncának részeként
A négy nemes igazságban az első nemes igazság szerint a ragaszkodás (upádána, "a ragaszkodás aggregátumait illetően") a szenvedés egyik legfőbb megtapasztalása. A második nemes igazságban a ragaszkodás (tanhá) a szenvedés alapja. Tehát a ragaszkodás és a sóvárgás között okozati kapcsolat áll fent.
A függő keletkezés (pratitja-szamutpáda tizenkét-szemű oksági láncolatban, lásd még a tizenkét nidána), a ragaszkodás (upádána) a kilencedik oksági láncszem:
- Az upádána (ragaszkodás) függ a sóvárgástól (tanhá mielőtt létrejöhetne.

"A sóvárgás feltétele mellett lép fel a ragaszkodás".
- Az upádána (ragaszkodás) képezi az oksági láncolatban a létesülés (bhava) feltételét és alapját.

"A ragaszkodás a létesülés fellépésének a feltétele."
Buddhagósza szerint a sóvárgásból az érzéki örömökhöz való ragaszkodás keletkezik, amely azután függvénye lesz a létesülésnek.

### Upádána mint üzemanyag
Richard F. Gombrich professzor több publikációjában is rámutat, hogy az upádána szó szerinti jelentése "tüzelőanyag", amit Buddha Tűzbeszéd (Áditta-parijája) (Vin I, 34-5; SN 35.28) metaforájához kapcsol. Ebben a példabeszédben Buddha azt mondja a szerzeteseknek (bhikkhuk), hogy minden ég. A minden alatt az öt érzékszervet és a tudatot, azok tárgyait, azok működéseit és az azokból származó érzéseket érti – gyakorlatilag a tapasztalások összességére vonatkozik. Ezek mind a kapzsiság, gyűlölet és nem tudás tüzében égnek.
A nidánák láncolatában a sóvárgás válik a létesülés (bhava) tüzelőanyagává. A tudat tűzként keres még több tüzelőanyagot, hogy életben maradjon, amely a tudat számára az érzéki élmények, emiatt Buddha óva int, hogy "védjük az észlelés kapuit".

## Hinduizmus
Az upádána jelentése anyagi alap vagy okozat.

## Bibliográfia
- Bodhi, Bhikku (2000a). A Comprehensive Manual of Abhidhamma: The Abhidhammattha Sangaha of Acariya Anuruddha. Seattle, WA: BPS Pariyatti Editions. ISBN 1-928706-02-9
- Bodhi, Bhikkhu (ford.) (2000b). The Connected Discourses of the Buddha: A Translation of the Samyutta Nikaya. Boston: Wisdom Publications. ISBN 0-86171-331-1
- Bodhi, Bhikkhu (szerk.) (2005). In the Buddha's Words: An Anthology of Discourses from the Pāli Canon.Boston: Wisdom Pubs. ISBN 0-86171-491-1
- Buddhagósza, Bhadantācariya (ford. Bhikkhu Ñāṇamoli) (1999). The Path of Purification: Visuddhimagga. Seattle, WA: BPS Pariyatti Editions. ISBN 1-928706-00-2
- Gombrich, Richard F. (2005). How Buddhism Began: The Conditioned Genesis of the Early Teachings. Routledge. ISBN 0-415-37123-6
- Ñāṇamoli, Bhikkhu (ford.) & Bhikkhu Khantipalo (szerk.) (1993). Kukkuravatika Sutta: The Dog-duty Ascetic (MN 57). – http://www.accesstoinsight.org/tipitaka/mn/mn.057.nymo.html
- Thánisszaró Bhikkhu (ford.) (1997a). Paticca-samuppada-vibhanga Sutta: Analysis of Dependent Co-arising (SN 12.2). – http://www.accesstoinsight.org/tipitaka/sn/sn12/sn12.002.than.html
- Thánisszaró Bhikkhu (ford.) (1997). Samaññaphala Sutta: The Fruits of the Contemplative Life (DN 2). – http://www.accesstoinsight.org/tipitaka/dn/dn.02.0.than.html
- Thánisszaró Bhikkhu (2000). Life isn't just Suffering. – http://www.accesstoinsight.org/lib/authors/thanissaro/lifeisnt.html
- Walshe, Maurice O'Connell (ford.) (1995). The Long Discourses of the Buddha: A Translation of the Dīgha Nikāya. Somerville: Wisdom Publications. ISBN 0-86171-103-3

## Külső hivatkozások
- Gazdaság a buddhizmusban